# Hydroliza

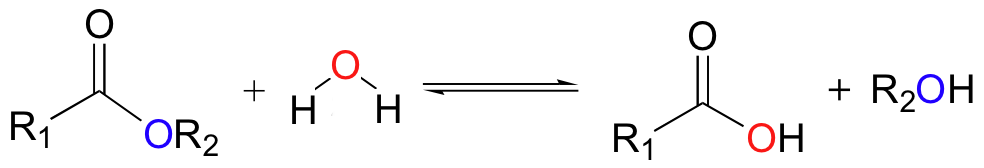
Przykładowa reakcja odwracalnej hydrolizy: hydroliza estrów

Hydroliza – reakcja podwójnej wymiany (często odwracalna), która przebiega między wodą i rozpuszczoną w niej substancją. W jej wyniku powstają nowe związki chemiczne. Jest szczególnym przypadkiem liolizy (solwolizy). Często przebiega w obecności katalizatorów (kwasów lub zasad). Hydrolizę wykorzystuje się w przemyśle chemicznym (np. hydroliza wielocukrów na cukry proste lub hydroliza chlorobenzenu do fenolu).
Zazwyczaj reakcja hydrolizy przebiega według ogólnego schematu:
AB + H2O ⇌ BH + AOH
gdzie:
- AB – substancja ulegająca hydrolizie
- BH i AOH – produkty hydrolizy

Przykładowe reakcje hydrolizy związków organicznych to hydroliza estrów (odwrotność estryfikacji; np. zmydlanie tłuszczów), inwersja cukrów lub hydrolityczny rozpad białek.
Hydroliza soli prowadzi do powstawania niezdysocjowanych kwasów lub wodorotlenków.